# Pinnau
 Ikke at forveksle med Amt Pinnau.
Pinnau er omkring 41 km lang, højre biflod til Elben i den sydlige del af Slesvig-Holsten i Tyskland.
Pinnau har sit udspring i Henstedt-Ulzburg og løber mod syd og fra Pinneberg mod vest og og løber ved Haselau ud i Elben.
Pinnau danner i sin nedre del grænsen mellem Haseldorfer Marsch i syd og Seestermüher Marsch i nord.